# Рогалёв, Станислав Иванович
Станислав Иванович Рогалёв (Роголёв, Роголев) (латыш. Staņislavs Rogoļevs, 14 февраля 1941, Рижский уезд, Латвийская ССР, СССР — 19 июня 1984, Ленинград, РСФСР, СССР) — советский серийный убийца и насильник. Самый кровавый маньяк в истории советской Латвии. В 1980—1982 годах на территории Латвийской ССР, главным образом в Риге и Юрмале, совершил 21 нападение на женщин, 10 из которых закончились убийствами. Расстрелян по приговору суда.

## Биография

### Жизнь до преступлений
Станислав Рогалёв родился 14 февраля 1941 года. Отец погиб на войне, мать воспитывала сына одна. Был четыре раза судим, один раз — за изнасилование. В колонии сотрудничал с администрацией, после освобождения работал милицейским осведомителем. Писатель Александр Чехлов называл Рогалёва агентом начальника уголовного розыска Алоизса Вазниса, адвокат Андрис Грутупс — секретным агентом заместителя министра внутренних дел Латвийской ССР генерала Анрийса Кавалиериса. Но версии о связях маньяка с милицейским руководством, равно как и версия о том, что милицейское руководство выгораживало его, не имеют доказательств.

### Преступления
Шок — это ещё слишком мягкое слово для описания состояния, в котором пребывала Латвия начала 80-х. Школьницы шли на занятия сплочёнными группами, мужья встречали жён с поздних поездов, повсюду дежурили усиленные наряды милиции. В каждой подворотне перепуганным не на шутку законопослушным гражданам мерещился САМЫЙ БЕЗЖАЛОСТНЫЙ и КРОВАВЫЙ МАНЬЯК ЛАТВИИ советского периода — Станислав Рогалёв.газета «Час»
- Впервые за изнасилование Рогалёв был осуждён ещё до 1980 года.
- В октябре 1980 года в Елгаве Рогалёв, вместе со своим сообщником Алдисом Сваре, изнасиловал 28-летнюю женщину.
- 26 октября 1980 года около станции Юмправа, Рогалёв, угрожая ножом, затащил в лес 17-летнюю девушку. Когда та начала кричать, избил её ручкой ножа и попытался изнасиловать, но у него ничего не вышло. Девушка спаслась, добравшись до своего дома, где находились её родственники.
- 8 ноября 1980 года в Саласпилсе, недалеко от станции Доле, в 07.00 Рогалёв дважды ударил ножом в живот 44-летнюю женщину из-за того, что она не стала с ним разговаривать. Женщина осталась жива.
- 18 ноября 1980 года Рогалёв, вместе со своим сообщником Алдисом Сваре, избил и изнасиловал 32-летнюю женщину. Жертве удалось сбежать.
- 26 ноября 1980 года в 200 метрах от станции Лиелупе Рогалёв схватил 27-летнюю девушку и ударил ножом в живот, жертва продолжала сопротивляться, и Рогалёв ударил ещё раз, но попал в сумочку. К месту происшествия приближались люди, и Рогалёв скрылся с места преступления.
- 27 ноября 1980 года около станции Юмправа Рогалёв пытался напасть на 24-летнюю девушку; её спасло лишь то, что она несколько раз ослепила нападавшего карманным фонариком. Она отделалась лёгкими телесными повреждениями.
- В декабре 1980 года в 70 метрах от собственного дома была изнасилована 18-летняя девушка.
- В новогоднюю ночь в Бабите Рогалёв и Сваре затащили в лес 34-летнюю женщину, изнасиловали, ограбили и убили.
- В марте 1981 года  на территории садового кооператива «Торнякалнс» ограбил и убил 47-летнюю женщину.
- 8 апреля 1981 года в Московском районе в районе станции Шкиротава Рогалёв наметил себе очередную жертву — женщину в состоянии алкогольного опьянения; мужчина её сбил, подхватил женщину и отвёл в ближайшие кусты, где дважды изнасиловал и убил.
- В июле 1981 года в Вецаки Рогалёв избил свинцовой трубкой 18-летнего парня. Решив, что юноша умер, Рогалёв избил и ограбил 16-летнюю девушку.
- В конце июля 1981 года, после совместного ужина в ресторане, Рогалёв пригласил в гости 43-летнюю отдыхающую из Челябинска, затем изнасиловал, ограбил и задушил её.
- 27 августа 1981 года Рогалёв подкараулил у поезда одинокую 24-летнюю девушку, которая сошла с поезда в Стучке. Затем напал на неё и нанёс ей около 80 ударов ножом. За это преступление первоначально были арестованы и осуждены трое других мужчин, один из них был приговорён к смертной казни, но приговор не успели привести в исполнение. Только после ареста и признаний Рогалёва их освободили и реабилитировали.
- В сентябре 1981 года Рогалёв совершил четыре нападения.
- В марте 1982 года напал на двоих.
- В апреле 1982 года Рогалёв отправился на пляж с двумя девушками, с которыми познакомился в ресторане «Юрас перле». Одну из них убил, а другой удалось сбежать.

Параллельно с нападениями на женщин, Рогалёв и Сваре совершили несколько краж, в том числе обокрали церковь в Икшкиле. Украденный в ней серебряный крест преступники поменяли на 500 патронов.

### Арест, следствие и суд
Разыскивается Рогалёв Станислав Иванович, 1941 г.р. Рост 180 см, плотный, атлетического телосложения, вес 100 кг; волос тёмный, волнистый.Из материалов дела
Для поимки маньяка была создана оперативно-следственная группа. Существует версия, что Рогалёв как милицейский информатор был осведомлён о ходе расследования, поэтому долго оставался неуловимым. После убийства в апреле 1982 года в ресторане «Юрас перле» эксперты-криминалисты сняли отпечатки пальцев со всех бутылок, которые в тот вечер были на столах, в результате был обнаружен отпечаток пальца Рогалёва. Преступника объявили в розыск. Его сообщник Алдис Сваре явился с повинной в Дубултское отделение милиции в Юрмале и выдал возможное местопребывание Рогалёва в Улброке. По неофициальной информации, в милицию поступило негласное распоряжение не брать маньяка живым.
Задержали Рогалёва двое молодых сотрудников милиции, которые про неофициальное распоряжение не знали. Рогалёв при задержании пытался бежать, но после двух выстрелов в воздух лёг на землю. Вскоре в его квартире были найдены орудия преступления и вещдоки. 
Сам Рогалёв после ареста подробно рассказывал о своих преступлениях. Некоторые из его преступлений не были известны в милиции и прокуратуре. В других смерть жертв маньяка была объявлена самоубийством или несчастным случаем. Также маньяк рассказал и об убийстве, за которое уже были осуждены трое человек. Следствие по делу Рогалёва вёл следователь по особым делам прокуратуры Латвийской ССР Янис Скрастиньш. 
Психиатрическая экспертиза под руководством профессора Шостаковича из Института им. Сербского признала Рогалёва вменяемым. Адвокат преступника пытался обжаловать это решение: он утверждал, что во время войны Рогалёв с матерью попали в бомбёжку и были засыпаны землёй, а раскопаны только через несколько часов; Рогалёв страдал галлюцинациями, пил седуксен и другие сильнодействующие лекарства, которые вкупе с алкоголем могли вызвать повышенную агрессивность; в местах заключения над ним издевались, потому что он был осуждён за изнасилование. 
Станислав Рогалёв был приговорён к смертной казни и расстрелян в Ленинграде 19 июня 1984 года.
Если верить милицейской легенде, после присуждения ему высшей меры Станислав Рогалёв вёл себя крайне апатично и был совершенно безразличен ко всему, что происходит вокруг. Но в аэропорту, когда его везли к месту исполнения наказания в Ленинград, уже приговорённый, увидев красивую девушку, вдруг оживился и произнёс: «Если бы я мог ещё одну эту — и тогда уж… стреляйте».

## В массовой культуре
- Документальный фильм «Агент 000» из цикла «Следствие вели» (2011)
- Документальный фильм «Убийца вне подозрений» из цикла «Легенды советского сыска» (2012)